# XAMLPad
XAMLPad是.NET Framework 3.0 SDK附贈的小型工具，可供使用者快速產生簡易的XAML檔案。它对XAML有分割式視窗，可以在一邊看到XAML代码，另一邊立即顯示XAML渲染器的可视化介面。